# عمر أفا
عمر أفا (ولد عام 1943 بمدينة أكادير) هو باحث ومؤرخ مغربي .

## مسيرته
ولد الدكتور عمر أفا بمدينة أكادير سنة 1943 حاصل على الدكتوراه الدولة في التاريخ المعاصر سنة 2002، وهو أستاذ جامعي بكلية الآداب جامعة محمد الخامس بالرباط منذ سنة 1976، و هو عضو هيئة تحرير مجلة كلية الآداب بالرباط .

## مؤلفاته
للدكتور عمر أفا مؤلفات عديدة منها ما هو مشترك نذكر منها:
- مسألة النقود في تاريخ المغرب في القرن التاسع عشر : سوس 1822 - 1906
- التجارة المغربية في القرن التاسع عشر
- الخط المغربي تاريخ وواقع وآفاق / عمر أفا، محمد المغراوي
- أخبار سيدي إبراهيم الماسي عن تاريخ سوس في القرن التاسع عشر / إبراهيم الماسي، عمر أفا
- ديوان قبائل سوس - في عهد السلطان أحمد المنصور الذهبي / إبراهيم بن علي الحساني، عمر أفا
- وقفات في تاريخ المغرب - دراسات مهداة للأستاذ إبراهيم بوطالب / عبد المجيد القدوري، عمر أفا، محمد أمين البزاز
- بحر الدموع / محمد أوزال، عمر أفا
- المجموع اللائق على مشكل الوثائق / عمر بن عبيد الله بن علي النفيسي، عمر أفا
- نصيحة الجشتيمي / أحمد بن عبد الرحمان الجشتيمي، عمر أفا، أحمد أبو زيد الكنساني